# Aleksandr Karpowcew
Aleksandr Georgijewicz Karpowcew, ros Александр Георгиевич Карповцев (ur. 7 kwietnia 1970 w Moskwie, zm. 7 września 2011 w Jarosławiu) – rosyjski hokeista, reprezentant Rosji, trener hokejowy.

## Życiorys
- Dinamo Moskwa (1987–1993)
- New York Rangers (1993–1994)
- Dinamo Moskwa (1994)
- New York Rangers (1994–1998)
- Toronto Maple Leafs (1998–2000)
- Dinamo Moskwa (2000)
- Chicago Blackhawks (2000–2004)
- New York Islanders (2004)
- Sibir Nowosybirsk (2004)
- Łokomotiw Jarosław (2004–2005)
- Florida Panthers (2005)
- Sibir Nowosybirsk (2005–2008)
- Awangard Omsk (2008)

Był wychowankiem Dinama Moskwa. Spędził 12 sezonów w lidze NHL. Karierę zawodniczą zakończył w barwach Łokomotiwu po sezonie 2007/2008.
Uczestniczył w turniejach mistrzostw świata w 1993, 2005 oraz Pucharu Świata 1996.
W sezonie KHL (2009/2010) był asystentem trenera w klubie Ak Bars Kazań. W 2011 został asystentem kanadyjskiego trenera Brada McCrimmona w Łokomotiwie (drugim asystentem był jego rówieśnik i dawny kolega z drużyny, Igor Korolow). Zginął 7 września 2011 w katastrofie samolotu pasażerskiego Jak-42D w pobliżu Jarosławia. Wraz z drużyną leciał do Mińska na inauguracyjny mecz ligi KHL sezonu 2011/12 z Dynama Mińsk.
Został pochowany na Cmentarzu Pokrowskim w Moskwie.
Jego żoną była Diana, z którą miał córkę za życia, zaś ich syn urodził się po śmierci A. Karpowcewa, w styczniu 2012.

## Sukcesy
Reprezentacyjne
- Brązowy medal mistrzostw świata juniorów do lat 18: 1988
- Srebrny medal mistrzostw świata juniorów do lat 20: 1990
- Złoty medal mistrzostw świata: 1993
- Brązowy medal mistrzostw świata: 2005

Klubowe
- Złoty medal mistrzostw ZSRR: 1990, 1991, 1992 z Dinamo Moskwa
- Złoty medal mistrzostw Rosji: 1993 z Dinamo Moskwa
- Brązowy medal mistrzostw Rosji: 2005 z Łokomotiwem
- Puchar Stanleya: 1994 z New York Rangers

Wyróżnienie
- Zasłużony Mistrz Sportu Rosji w hokeju na lodzie: 1993

Szkoleniowe
- Złoty medal mistrzostw Rosji / Puchar Gagarina: 2010 z Ak Barsem Kazań